# Ça n'arrive qu'aux autres (film)
Pour les articles homonymes, voir Ça n'arrive qu'aux autres.
Pour plus de détails, voir Fiche technique et Distribution.
Ça n'arrive qu'aux autres est un film français réalisé par Nadine Trintignant, sorti en 1971.

## Synopsis
Catherine et Marcello forment un couple uni. Leur fille, Camille, âgée de neuf mois, représente pour eux l'axe autour duquel tourne le monde. Catherine et Marcello s'avouent heureux et ne voient pas plus loin que le bout de leur bonheur. Mais un jour, ce qui n'arrive qu'aux autres s'abat sur eux : la petite Camille meurt. Catherine et Marcello refusent d'accepter ce coup du sort : ils rompent avec leur vie passée, leurs amis, leurs proches et s'enferment dans leur appartement. Là, ils vivent repliés sur eux-mêmes, traversant des périodes d'incompréhension. Marcello abandonne son métier ; Catherine, lorsqu'elle sort, passe ses journées à vanter les mérites de sa fille aux mères de famille qui promènent leurs enfants dans des parcs… Et puis un soir, las de ce décor qui ne change jamais, Catherine et Marcello décident de partir loin, à l'aventure. Dans un village où ils s'arrêtent, ils croisent une noce. Peu à peu, la vie reprend ses droits : Catherine et Marcello boivent, dansent, rient. Leur gaieté, d'abord factice, devient plus réelle. Mais au petit matin, le souvenir de Camille resurgit sous la forme d'une vieille photo oubliée.

## Fiche technique
- Titre : Ça n'arrive qu'aux autres
- Titre international : It Only Happens to Others
- Réalisation : Nadine Trintignant, assisté d'Alain Corneau
- Scénario : Nadine Trintignant
- Décors : Gitt Magrini
- Costumes : Gitt Magrini
- Photographie : William Lubtchansky
- Son : Harald Maury
- Montage : Nicole Lubtchansky et Carole Marquand
- Musique : Michel Polnareff
- Production : Claude Lelouch, Claude Pinoteau et Henri Michaud
- Sociétés de production : Marianne Productions, Mars International Productions (MIP), Les Films 13
- Société de distribution : Les Films 13
- Pays d'origine :  France
- Format : couleur (Eastmancolor) - 35 mm - 2,35:1 - son mono
- Genre : drame
- Durée : 85 minutes
- Date de sortie : 29 octobre 1971

## Distribution
- Catherine Deneuve : Catherine
- Marcello Mastroianni : Marcello
- Serge Marquand : le frère de Catherine
- Dominique Labourier : Marguerite
- Danièle Lebrun : Sophie
- Catherine Allégret : une jeune femme
- Marc Eyraud
- Charles Gérard
- Marie Trintignant	: la petite fille
- Benoît Ferreux: le garçon

## Autour du film
- La bande originale du film reprend des morceaux contenus sur l'album Polnareff's.
- C'est sur ce tournage que Catherine Deneuve et Marcello Mastroianni ont décidé de lier leur existence.
- Le film est dédié à Pauline Trintignant (fille de Nadine et Jean-Louis Trintignant) décédée à 9 mois.